# روندا بليدز
روندا بليدز (بالإنجليزية: Rhonda Blades)‏ مواليد 29 أكتوبر 1972 في سبرينغفيلد، هي لاعبة كرة سلة أمريكية معتزلة أصبحت مدربة. بدأت مسيرتها الاحترافية في سنة 1997. تم اختيارها من قبل فريق ديترويت شوك خلال الدرافت. وحملت الرقم 10. يبلغ طولها 5 قدم 7 بوصة (1.7 م). اعتزلت اللعب في 1998. لعبت مع نيويورك ليبرتي وديترويت شوك في الاتحاد الوطني لكرة السلة النسائية.

## روابط خارجية
- روندا بليدز على موقع الاتحاد الوطني لكرة السلة النسائية (الإنجليزية)
- روندا بليدز على موقع كلية كرة السلة في سبورتس رفرنس.كوم (الإنجليزية)
- روندا بليدز على موقع بروبوليرز (الإنجليزية)
- روندا بليدز على موقع سبورتس رفرنس (الإنجليزية)